# 神奈川県女子サッカーリーグ
神奈川県女子サッカーリーグ（かながわけんじょしサッカーリーグ）は、日本の神奈川県に所在する女子（第5種）登録チームが参加する女子サッカーリーグである。日本全国の都道府県にある都道府県リーグのひとつであり、日本の女子サッカーリーグ編成において4部に相当する。

## 概要
1982年に設立された。リーグは1部・2部・3部に分かれており、それぞれリーグ毎に6～8チームで構成される（年度により多少増減がある）。神奈川県内で新たに女子サッカーリーグに参加する場合、県3部リーグから参加する。リーグは全て4月から翌2月にかけて1回戦総当り制で開催される。試合時間は70分。3部以外のリーグの最下位チームは下位のリーグに自動降格となる。最下位の一つ上の順位のチームは下位のリーグ2位のチームとの入替え戦に参加する。入替え戦ではPK戦は行わず、引き分けに終わった場合上位リーグに所属するチームが残留する。
1部リーグ優勝チームは関東女子サッカーリーグ入替え戦への参加権を得る。入替え戦では関東の1都7県の都県リーグ優勝チームが参加する関東トーナメント戦で上位2位に入った後、関東女子サッカーリーグ下位2チームとの入替え戦に勝利すると関東女子サッカーリーグへの参加権を得ることが出来る。
2020シーズンは、1部・2部・3部リーグ合わせて、21チームが参戦。新型コロナウイルス感染拡大による「緊急事態宣言」発令等により、一部試合が延期もしくは、中止となっている。

## 2020シーズン・参加クラブ

### 1部リーグ（6チーム）
| ノジマステラ神奈川相模原ドゥーエ | 神奈川大学女子サッカー部Fortuna | 日本体育大学女子サッカー部サテライト |
| 横須賀シーガルズJOY              | 東海大学女子サッカー部          | 神奈川大学女子サッカー部Legend       |

### 2部リーグ（8チーム）
| ノジマステラ神奈川相模原アヴェニーレ | 横須賀シーガルズMEG | 日体大FIELDS横浜U-18 | AC等々力                   |
| HFCレディース                        | 小坂エルオンセ      | OSAレイアサテライト  | 横須賀シーガルズレディース |

### 3部リーグ（7チーム）
| 横浜ＷＩＮＳ      | FC CORVO sagamihara | ガロッタFC                 | 川崎ウィングス |
| 湘南ベルマーレU18 | 厚木ガールズ        | 日体大FIELDS横浜Biene Aoba |                |

## 2015シーズン・参加クラブ

### 1部リーグ
| 順位 | クラブ名                             | ホームタウン   | 設立年 | 備考          |
| ---- | ------------------------------------ | -------------- | ------ | ------------- |
| 1位  | 神奈川大学女子サッカー部             | 神奈川県平塚市 | 2001   | 公式サイト    |
| 2位  | 日本体育大学女子サッカー部サテライト | 横浜市         | 1985   | 公式サイト    |
| 3位  | OSAレイアFC                          | 中郡大磯町     | 2001   | 公式サイト    |
| 4位  | 東海大学女子サッカー部               | 神奈川県平塚市 | 2011   | 公式サイト    |
| 5位  | ノジマステラ神奈川相模原ドゥーエ     | 相模原市       | 2012   | 公式サイト    |
| 6位  | 横須賀シーガルズJOY                  | 横浜市         | 1976   | 公式サイト    |
| 7位  | FC小坂エルオンセ                     | 神奈川県鎌倉市 | 1982   | [ 公式サイト] |
| 8位  | Y.S.C.C.コスモス                     | 横浜市         | 2005   | 公式サイト    |

### 2部リーグ
| 順位 | クラブ名                             | ホームタウン     | 設立年 | 備考          |
| ---- | ------------------------------------ | ---------------- | ------ | ------------- |
| 1位  | HFCレディース                        | 東京都町田市     |        | [ 公式サイト] |
| 2位  | 横須賀シーガルズMEG                  | 神奈川県横須賀市 |        | 公式サイト    |
| 3位  | ノジマステラ神奈川相模原アヴェニーレ | 相模原市         | 2014   | 公式サイト    |
| 4位  | 横須賀シーガルズレディース           | 神奈川県横須賀市 |        | 公式サイト    |
| 5位  | 横須賀シーガルズJOH                  | 神奈川県横須賀市 |        | 公式サイト    |
| 6位  | ガロッタフットボールクラブ           | 川崎市           |        | 公式サイト    |
| 7位  | AC等々力                             | 川崎市           | 2009   | 公式サイト    |
| 8位  | FCマミーズ                           | 相模原市         | 1984   | 公式サイト    |
| 9位  | 川崎ウィングスフットボールクラブ     | 川崎市           |        | 公式サイト    |
| 10位 | 都筑FCムース                         | 横浜市           |        | [ 公式サイト] |

### 3部リーグ
| 順位 | クラブ名                 | ホームタウン           | 設立年 | 備考          |
| ---- | ------------------------ | ---------------------- | ------ | ------------- |
| 1位  | 神奈川大学Legend2015     |                        |        | [ 公式サイト] |
| 2位  | 大和シルフィードコレール | 神奈川県大和市         |        | 公式サイト    |
| 3位  | 横浜ウィンズ             | 横浜市                 |        | [ 公式サイト] |
| 4位  | 横須賀シーガルズBES      | 神奈川県横須賀市       |        | 公式サイト    |
| 5位  | SCH FC                   | 横浜市                 |        | 公式サイト    |
| 6位  | SCH FCセカンド           | 横浜市                 |        | 公式サイト    |
| 7位  | 湘南マーキュリー         | 茅ヶ崎市･平塚市･藤沢市 |        | 公式サイト    |
| 8位  | FCすすき野レディース     | 横浜市                 | 1979   | [ 公式サイト] |
| 9位  | 湘南ＦCエンゼル          | 藤沢市･茅ヶ崎市        |        | [ 公式サイト] |
| 10位 | FC厚木ガールズ           | 神奈川県厚木市         |        | 公式サイト    |
| *位  | 相模原サッカークラブ     | 相模原市               |        | [ 公式サイト] |

## 2012シーズン・参加クラブ

### 1部
| クラブ名                             | ホームタウン | 設立年 | 備考          |
| ------------------------------------ | ------------ | ------ | ------------- |
| 日本体育大学女子サッカー部サテライト | 横浜市       | 1985   | 公式サイト    |
| 神奈川大学女子サッカー部             | 平塚市       | 2001   | 公式サイト    |
| 横浜FCシーガルズ                     | 横浜市       | 1982   | 公式サイト    |
| 大和シルフィード1998                 | 大和市       | 1998   | 公式サイト    |
| ウィザスFCレディース                 | 秦野市       | 1993   | [ 公式サイト] |
| HFCレディース                        | 町田市       | 1972   | [ 公式サイト] |
| 横須賀シーガルズJOY                  | 横須賀市     | 1982   | 公式サイト    |
| Y.S.C.C.コスモス                     | 横浜市       | 2005   | 公式サイト    |
| ガロッタFC                           | 川崎市       |        | 公式サイト    |
| OSAレイアFC                          | 中郡大磯町   | 2001   | 公式サイト    |

### 2部
| FC小坂エルオンセ | 相模原サッカークラブ | 都筑FCムース           | 横須賀シーガルズレディース | AC等々力 |
| FCフロンティア   | 川崎ウィングスFC     | 東海大学サッカー部女子 | 大和シルフィードU-15       | SCH FC   |

### 3部
| FCマミーズ          | FCすすき野レディース   | 湘南マーキュリー | 横須賀シーガルズMEG |
| 横須賀シーガルズJOH | ノジマステラ神奈川U-15 | 湘南FCエンゼルス | 藤野LFC             |

## 過去のリーグ1部優勝クラブ
- 2006年 HFCレディース[2]
- 2007年 大和シルフィード1998[3]
- 2008年 FC小坂エルオンセ[4]
- 2009年・2010年 横須賀シーガルズJOY[5][6]

- 2011年 神奈川大学女子サッカー部[7]
- 2012年・2013年 日本体育大学女子サッカー部サテライト[8][9]

- 2014年・2015年 神奈川大学女子サッカー部[10][11]
- 2016年・2019年　OSAレイアFC[12]